# 滕内斯·比约克曼
滕内斯·比约克曼（瑞典語：Tönnes Björkman，1888年3月25日—1959年11月21日），瑞典男子射击运动员。他曾代表瑞典参加1912年夏季奥林匹克运动会射击比赛，获得男子团体军用步枪铜牌。